# Dennisiella peckii
Dennisiella peckii är en svampart som först beskrevs av Gustav Lindau, och fick sitt nu gällande namn av M.E. Barr 1986. Dennisiella peckii ingår i släktet Dennisiella och familjen Coccodiniaceae.   Inga underarter finns listade i Catalogue of Life.